# Elvira Colonnese
Elvira Colonnese   (Nàpols, 9 de setembre de 1859 - Nàpols, 10 de juny de 1949) fou una cantant d'òpera soprano italiana.

## Vida primerenca
Colonnese era de Nàpols, i la neboda de Luigi Colonnese, un baríton operístic. La primera aparició de Colonnese va arribar el 1880, a Nàpols, quan va cantar a Alpigianina al conservatori de "San Sebastino". Poc després, va debutar professionalment amb La Sonnambula al Liceu de Barcelona. El 1882 era membre de la Companyia d'Opera italiana a Sant Petersburg. Va mantenir una constant carrera d'òpera durant 25 anys, fins al 1905, actuant tant a Europa com a Amèrica del Sud, amb aparicions regulars a Buenos Aires i Montevideo. Alguns dels seus papers típics eren Micaela en Carmen, Elsa a Lohengrin, Desdemona a Otello, i el paper principal a Aïda. El 1890, va cantar en la representació inaugural al Teatre Argentí de La Plata. Ella va actuar fent la reina Isabel i Iguamota al 1892 estrena elenc d'Alberto Franchetti de l'òpera Cristoforo Colombo a Gènova, que va tenir lloc amb motiu del 400 aniversari del famós viatge de Colom. També va impartir classes de veu a Buenos Aires.